# Amilcare Gilardoni
Amilcare Gilardoni (Montemagno, 12 giugno 1906 – Savona, 15 aprile 1983) è stato un allenatore di calcio e calciatore italiano, di ruolo mediano.

## Carriera
Formatosi nell'US Savonese, giocò per diverse stagioni in Serie A con il Genova 1893.
Lasciati i rossoblù, passò alla Comense e in seguito alla Sanremese, di cui fu anche allenatore/giocatore.

## Palmarès

### Club

#### Competizioni nazionali
- Serie C: 1

Sanremese: 1936-1937
- Serie B: 1

Genova 1893: 1934-1935